# Intelsat 602
O Intelsat 602 (IS-602), anteriormente denominado de Intelsat VI F-2, foi um satélite de comunicação geoestacionário construído pela Hughes Aircraft. Ele esteve localizado na posição orbital de 178 graus de longitude leste e era de propriedade da Intelsat, empresa sediada atualmente em Luxemburgo. O satélite foi baseado na plataforma HS-389 e sua expectativa de vida útil era de 13 anos. O mesmo foi desativado em julho de 2012 e foi enviado para uma órbita cemitério.

## História
O Intelsat foi o primeiro dos cinco satélites da Intelsat VI a ser lançado. A série Intelsat VI foi construído pela Hughes Aircraft, baseado em torno do modelo HS-389.
O Intelsat 602 foi inicialmente operado em uma órbita geoestacionária com um perigeu de 35.726 km (22.199 milhas), um apogeu de 35.849 km (22.276 milhas), e 0,1 graus de inclinação.
Após ser lançamento, o Intelsat 602 foi posicionado em uma longitude de 37 graus oeste, até janeiro de 1991, quando foi transferido para 24,5 graus oeste. Ele deixou esta posição em fevereiro de 1992, e chegou a 60 graus leste, em abril de 1992. Mais tarde no mesmo mês, o satélite foi novamente transferido, e foi ao lado operado a 63 graus leste, entre outubro de 1992 e outubro de 1997. Em seguida, mudou-se para 62 graus leste, onde operaram até novembro de 2001, quando ele foi transferido para 32,9 graus leste, chegando em dezembro. Entre maio e julho de 2003, ele foi transferido para 50,5 graus leste, e entre dezembro de 2004 e junho de 2005, mudou-se para 150,5 graus leste, onde foi operado sob um acordo com a Indosat até maio de 2007. Ele foi posicionado a 157 graus leste entre junho de 2007 e agosto de 2008, e em novembro de 2008, iniciou suas operações em 177,9 graus leste, onde permaneceu até julho de 2012 quando foi retirado de serviço. segundo documentação da Intelsat a posição de 178 graus leste é listada como sua.

## Lançamento
O satélite foi lançado com sucesso ao espaço no dia 27 de outubro de 1989, às 23:05:00 UTC, por meio de um veículo Ariane 44L V34 a partir do Centro Espacial de Kourou, na Guiana Francesa. Ele tinha uma massa de lançamento de 4.215 kg.

## Capacidade
O Intelsat 602 era equipado com 38 transponders em banda C e 10 em banda Ku.